# Невятровиці
Невятровиці (пол. Niewiatrowice) — село в Польщі, у гміні Дзялошиці Піньчовського повіту Свентокшиського воєводства.
Населення — 133 особи (2011).
У 1975-1998 роках село належало до Келецького воєводства.

## Демографія
Демографічна структура на день 31 березня 2011 року:
|          | Загалом | Допрацездатний вік | Працездатний вік | Постпрацездатний вік |
| -------- | ------- | ------------------ | ---------------- | -------------------- |
| Чоловіки | 57      | 10                 | 38               | 9                    |
| Жінки    | 76      | 19                 | 34               | 23                   |
| Разом    | 133     | 29                 | 72               | 32                   |